# El Bosco. El jardín de los sueños
El Bosco. El jardín de los sueños és una pel·lícula documental espanyola del 2016 dirigida per José Luis López-Linares del Campo amb guió de Cristina Otero basada en una idea original de Reindert Falkenburg. Ha estat rodat en 4K i està coproduït pel Museu del Prado i López Li Films, patrocinat per la Fundación BBVA amb la col·laboració de Movistar+ i el suport de RTVE. Fou estrenat el 9 de juny de 2016 a més de 70 sales de cinema.

## Argument
En complir-se 500 anys de la mort del pintor de Hieronymus Bosch ens adonem que l'única dada sobre ell que es pot precisar exactament és la de la seva mort. Els autors del documental entrevisten, entre d'altres, a Orhan Pamuk, Ludovico Einaudi, Carmen Iglesias Cano, Nélida Piñón, Miquel Barceló, Max, Albert Boadella, Cees Nooteboom o Renée Fleming sobre el que ha significat per a ells, a nivell personal i artístic, el quatre "El jardí de les delícies". Així s'actualitza la conversa que el pintor va tenir a la cort dels ducs de Nassau quan li fou encarregat el quadre.

## Crítiques
| «                                     | "López Linares va saber com trasplantar-la [l'obra El jardí de les delícies] al cinema amb fluïdesa i intel·ligència. Les reaccions i interpretacions que dispara la pintura deixen entreveure el seu poder de suggestió." | » |
| — Alejandro Lingenti: Diari La Nación | |   |

| «                                  | "Realitzat a comanda del Museu del Prado per les celebracions del cinquè centenari de la mort de Hieronymus Bosch, el film aconsegueix ser didàctic, sense angoixar amb anàlisis erudites. | » |
| — Diego Brodersen: Diari Pàgina 12 | |   |

| «                                       | "Surreal, plena d'invenció, fora de tota regla, la pel·lícula resulta tan captivadora com misteriosa. (...) Puntuació: ★★★★ (sobre 5)" | » |
| — Leonardo D'Espósito: Revista Noticias | |   |

| «                                    | "És impecable, didàctic, a estones una cosa pedant o inspirat, encara que preval al final la humilitat per a abordar aquest moment de l'art que ho desborda tot, que lleva l'alè i perdura molt més que el petit instant dels sentits." | » |
| — Ascanio Cavallo: Diari El Mercurio | |   |

## Premis
Fou guardonada al premi al millor documental a les Medalles del Cercle d'Escriptors Cinematogràfics de 2016. Fou nominada al Goya a la millor pel·lícula documental i als Premis Cinematogràfics José María Forqué en la mateixa categoria.